# Stanisław Dolata
Stanisław Szczepan Dolata (ur. 12 listopada 1945 w Twardogórze, zm. 18 kwietnia 2019 w Opolu) – polski ekonomista, polityk SLD, przewodniczący rady miasta Opole, profesor ekonomii.

## Życiorys
Syn Franciszka i Anny. W 1970 podjął studia ekonomiczne w Akademii Ekonomicznej im. Oskara Langego we Wrocławiu. Po ukończeniu studiów w 1975 pracował na macierzystej uczelni, gdzie uzyskał doktorat w 1981, a habilitację w 1992. Profesorem zwyczajnym został w 2000. Od 1981 pracował w Wyższej Szkole Pedagogicznej w Opolu, a od 1994 na nowo utworzonym Uniwersytecie Opolskim. Od 1991 był członkiem kilku rad nadzorczych spółek skarbu państwa, spółek Narodowych Funduszy Inwestycyjnych itp. Z ramienia SLD był radnym rady miasta Opola, a później także przewodniczącym tej rady.
Został oskarżony o korupcję w tzw. opolskiej „aferze ratuszowej”. W 2006 r. wyrokiem Sądu Okręgowego w Opolu, utrzymanym w 2008 r. przez Sąd Apelacyjny we Wrocławiu, został skazany na karę trzech lat pozbawienia wolności, 75 tys. zł grzywny i trzyletni zakaz pracy na stanowiskach kierowniczych w administracji. Po odbyciu ponad połowy kary pozbawienia wolności, na poczet której zaliczono półtoraroczny okres tymczasowego aresztowania w latach 2004-2005 oraz w trakcie procesu, sąd na wniosek skazanego zgodził się w czerwcu 2008 r. na przedterminowe zwolnienie z dalszego odbywania kary, biorąc pod uwagę dobre sprawowanie w areszcie oraz znalezienie zatrudnienia w dwóch uczelniach, czyli Akademii Polonijnej w Częstochowie i w Wyższej Szkole Zarządzania i Przedsiębiorczości w Wałbrzychu, gdzie był kierownikiem katedry finansów publicznych. Od 2010 roku pracował w Akademii Wychowania Fizycznego w Katowicach.